# A0620-00
A0620-00 (abreviado de 1A 0620-00), V616 Mon ou V616 Monocerotis é um sistema estelar binário na constelação de Monoceros.
A0620-00 consiste de dois objetos astronômicos. O primeiro objeto é uma estrela da sequência principal do tipo K com um tipo espectral de K5 V. O segundo objeto não pode ser visto, mas, baseado em sua massa calculada de 6,6 M☉, é muito grande para ser uma estrela de nêutrons e deve ser um buraco negro de massa estelar. A uma distância de cerca de 3.300 anos-luz (1.000 parsecs), isso faria o objeto A0620-00 o segundo buraco negro mais próximo do sistema solar, mais próximo do que o GRO J1655-40. Os dois objetos orbitam um ao outro a cada 7,75 horas.
A0620-00 passou por duas emissões de raios X. A primeira foi em 1917. Na segunda vez, em 1975, a explosão foi detectada pelo satélite Ariel 5. Durante esse período, o A0620-00 era a fonte de raios X mais brilhante. Agora é classificado como uma nova de raios X.
O buraco negro em A0620-00 puxa a matéria da estrela do tipo K para um disco de acreção. O disco de acreção emite quantidades significativas de luz visível e raios X. Como a estrela do tipo K foi puxada, a sua forma passou a ser elipsoidal, portanto o seu diâmetro angular e, consequentemente, seu brilho aparente mudam a partir da perspectiva da Terra. A0620-00 também tem a designação de estrela variável V616 Monocerotis.

## Sinal emitido em memória de Stephen Hawking
Em 15 de junho de 2018, um sinal foi transmitido da antena Cebreros DSA 2 da ESA) em Cebreros (77 km a oeste de Madri, Espanha), em memória de Stephen Hawking, que morreu em 14 de março de 2018, e seu trabalho sobre a física dos buracos negros. A transmissão viajará a distância de 3.457 anos-luz à velocidade da luz e chegará no ano 5475; esta será a primeira interação humana com um buraco negro. 1A 0620-00 foi escolhido para esta transmissão, pois era o buraco negro mais próximo da Terra e o mais conhecido na data da transmissão.